# ラザラス・W・パウェル
ラザラス・ホワイトヘッド・パウェル（英語: Lazarus Whitehead Powell、1812年10月6日 - 1867年7月3日）は、19世紀アメリカ合衆国の政治家、弁護士であり、1851年から1855年まで第19代ケンタッキー州知事を務めた。後の1859年から1865年にはケンタッキー州選出アメリカ合衆国上院議員を務めた。
パウェルが知事であった間に法制化された改革には、南北戦争前の南部で最高レベルの教育体系があった。ケンタッキー州の輸送体系も改善し、州内で過剰と思える銀行を創設する法には拒否権を使った。パウェルが知事に当選したことはケンタッキー州におけるホイッグ党支配時代の終わりを意味した。パウェルより前に選挙で選ばれた最後の知事はジョン・クリッテンデンであり、ケンタッキー州生まれのお気に入り、ヘンリー・クレイから続いたホイッグ党から最後に当選した州知事になった。
知事を辞めた後のパウェルはアメリカ合衆国上院議員に選ばれた。その就任前に、ジェームズ・ブキャナン大統領が、パウェルとベンジャミン・マカロック少佐をユタに派遣し、ブリガム・ヤングとモルモン教徒との間にできた緊張関係の緩和に務めた。パウェルはユタから戻って上院議員に就任したが、それはエイブラハム・リンカーンが大統領に当選する直前のことだった。パウェルはリンカーンの政権について公然と批判する者となり、それが甚だしかったのでケンタッキー州議会がパウェルの辞任を求め、同僚上院議員は上院からの追い出しを図った。議会も上院議員もその行動を後に放棄することになった。
パウェルは1867年に上院議員に復帰しようとして成就しなかった直後、ケンタッキー州ヘンダーソンに近い自宅で死んだ。

## 初期の経歴
1812年10月6日に、ケンタッキー州ヘンダーソン近くで生まれた。父も同名のラザラス・パウェル、母はアン（旧姓マクマホン[a]）であり、その三男だった。ヘンダーソンの公立学校に通い、ジョージ・ゲイルの個人授業を受けた。1833年にはバーズタウンにあるセントジョセフ・カレッジから学士号を受けた。ジョン・ローワンについて法律の勉強を始めた。その後トランシルベニア大学法学校に入学し、ジョージ・ロバートソン判事やダニエル・メイズ判事の下で学んだ。1835年には法廷弁護士として認められ、アーチボルド・ディクソンと組んで、ヘンダーソンで法律実務を始めた。この二人は1839年まで共同事業を続けた。
1837年11月8日、パウェルはハリエット・アン・ジェニングスと結婚した。この夫妻には3人の息子が生まれたが[b]、ハリエットは1846年7月30日に亡くなった。

## 政歴
パウェルの政歴は、ホイッグ党が強い地区の中での民主党員として、1836年にケンタッキー州下院議員を目指したことで始まった。パウェルは活発に選挙運動を行い、一方対抗馬のジョン・G・ホロウェイは選挙に勝つために党の支持者に強く依存していた。パウエルが予想外の勝利を収めたので、ホロウェイにとっては裏目に出た。ハロウェイはこの誤りから明らかに教訓を得ていた。1838年にパウェルの任期が終わるとき、ホロウェイが再度パウェルに挑戦し、かなりの差を付けて当選した。その6年後、パウェルは民主党の大統領選挙人に選ばれ、ジェームズ・ポークを支持した。

### ケンタッキー州知事
1848年、ケンタッキー州民主党はリン・ボイドを知事候補に指名したが、ボイドが辞退した。パウェルがボイドの代役に選ばれたが、これはジェイムズ・ガスリーの影響力が大きかった。ホイッグ党は上院議員のジョン・クリッテンデンを指名した。元アメリカ合衆国副大統領のリチャード・メンター・ジョンソンが独立系民主党候補として出馬すると宣言したときに、選挙戦は複雑なものになった。パウェルは民主党候補が二人いては選挙に勝てないことが分かっており、ジョンソンとの会合を手配して、その後でジョンソンが撤退し、パウェル支持を保証させた。それでもクリッテンデンが知事に当選した。
1851年の州知事選挙では、パウェルが再度民主党候補として立った。ホイッグ党はパウェルの友人で法律事務所の共同経営者だったアーチボルド・ディクソンを立てた。パウェルとディクソンは共に州内を回り、同じ宿屋で食事をし、同じ綱領から演説を行い、協調性と有効性を示した。これは当時のケンタッキー州の政界で希なことだった。選挙ではパウェルが僅か850票差で当選し、一方副知事の方は、ホイッグ党候補者のジョン・バートン・トンプソンが民主党候補者のロバート・ウィックリフを数千票差で破った。第3の州知事候補で奴隷制度廃止運動家のカシアス・M・クレイは3,621票を得ていた。パウェルは20年ぶりに州知事に選ばれた民主党員となった。
この時点でホイッグ党が議会を支配しており、パウェルはその政敵と協調することができたが、何度か衝突も起こった。1850年国勢調査の結果として、州議会は州内を10の選挙区に再編した。パウェルはこの再編が、退勢にあるホイッグ党が州代表を支配できるようにした勝手な区割りだと言って拒否権を使った。州議会はこの拒否を無効にした。しかし州内にあまりに多くの銀行を作ろうとしていると考えた法案には拒否権を使って成功した。
州の減債基金から引き出した金で公共教育債券の利子支払を実行させた。この件は前知事のジョン・L・ヘルムが拒否権を使い、議会がそれを無効にしたが、ヘルムが実行を拒否していたものだった。1855年、ケンタッキー州民は教育のための税金を課税対象資産100ドルにつき2セントから5セントに上げる法案を圧倒的多数で承認した。この手段はパウェル知事も公共教育監督官のロバート・ジェファーソン・ブレッキンリッジも支持していた。パウェルとブレッキンリッジの指導下にケンタッキー州の教育体系は南北戦争前の南部で最高レベルになった。
パウェルが知事の間に成功させたこととして、議会を説得して1854年に地質調査を実行させたことがあった。州内の輸送には民間の投資を奨励した。その任期中に鉄道の営業距離は78マイル (126 km) から242マイル (389 km) まで伸びた。

### アメリカ合衆国上院議員
1858年、パウェルはアメリカ合衆国上院議員に選出された。同年4月、ジェームズ・ブキャナン大統領が、パウェルとベンジャミン・マカロック少佐をユタでモルモン教徒と交渉にあたる委員に指名した。ユタに到着すると、モルモン教徒が連邦政府当局に従うことに合意するよう、ブキャナン大統領からモルモン教徒に対する寛大な措置の宣言書を発行した。この提案が受け入れられ、暴力沙汰は避けられた。
パウェルは南北戦争の間、ケンタッキー州の中立政策に賛成したが、全国で見ると政治的に弱い立場に置かれた。強い全国政府に賛成し、アメリカ合衆国憲法の厳格な解釈を支持した。他方、抑圧には反対しており、ケンタッキー州が南部州に近いために、北部州の議員よりも南部側に同調的な見解を持っていた。知事を務めた間、逃亡奴隷法に拘束されることを拒んだ北部州には批判的だった。
1861年、エイブラハム・リンカーン大統領が人身保護令状の発給を停止した判断を、パウェルは活発に批判した。1862年、デラウェア州の市民数人が逮捕されたことを非難した。この逮捕は「審問の決議」と呼ばれたものだったが、それを憲法に保障される人権の侵害と非難した。このような姿勢にあることで、1861年にはケンタッキー州議会がパウェルの辞任を要求することになり、またケンタッキー州選出のもう一人の上院議員ギャレット・デイビスが率いた同僚数人が上院からパウェルを追放しようとしたが失敗に終わった。終戦になる前に、ケンタッキー州議会もデイビスも、パウェルを排除しようとしたことの非を認めた。
パウェルは自分を排除する動きに対してうまく立ち回れた後で、憲法に規定する権利の侵害と考えられる事項について発言を続けた。1864年、ケンタッキー州を含むテネシー軍管区にユダヤ人が関わることを禁じたユリシーズ・グラント将軍の政令、一般命令第11号を非難した。これと同じ演説で、連邦軍によるケンタッキー州の選挙への干渉を諌めた。しかし1864年、奴隷を解放することを目的とした憲法修正案には反対した。

## 晩年と遺産
パウェルは上院議員の任期が明けた後、ヘンダーソンに戻って法律実務を再開した。1866年には統一全国会議に代議員として出席した。1867年、再度アメリカ合衆国上院議員候補に指名されたが、数か月にわたって州上院で投票が繰り返され、結局選ばれなかった。北軍の選挙干渉の結果として議員の多くが選出されており、その意図はケンタッキー州が上院議員を選出することを妨げることにあり、その影響力を全国では弱らせることにあると考えた。パウェルはこのような考え方に立って、民主党に自分の名前を引き上げさせ、北軍同調者の趣味に合う者を指名するよう指示した。民主党がそれに従い、ギャレット・デイビスを候補にして、選出されることになった。
パウェルは1867年7月3日に自宅で死んだ。死因は脳卒中であり、長年リウマチを患っていたので、その神経系に影響していたと考えられる。ヘンダーソンのファーンウッド墓地に埋葬されている。ケンタッキー州は1870年にその墓の上に高さ22フィート (6.6 m) の大理石記念碑を建立した。ケンタッキー州パウエル郡はパウェルの栄誉を称えて命名されたものである。

## 原註
^[a]The Encyclopedia of Kentucky lists the name as "Mahon."

^[b]The Encyclopedia of Kentucky records that the couple had four children.